# 高橋美智子 (バスケットボール)
高橋 美智子（たかはし みちこ、1964年7月7日 - ）は、日本の元女子バスケットボール選手である。東京都出身。現役時代は第一勧業銀行に所属していた。
1983年世界選手権に全日本メンバーとして出場。